# Werner Freitag (Historiker)
Werner Freitag (* 23. September 1955 in Rheda-Wiedenbrück) ist ein deutscher Historiker.

## Leben und Wirken
Werner Freitag absolvierte eine Ausbildung zum Textillaboranten. Anschließend studierte er Geschichte an der Universität Bielefeld und Wirtschaftswissenschaften an der Fernuniversität in Hagen. 1985 folgte die Diplomprüfung in Hagen, 1986 der Magister in Bielefeld. Von 1986 bis 1988 war er Stadthistoriker in Spenge, für das in dieser Zeit entstandene Werk über die Stadt Spenge erhielt er 1990 den Gustav-Engel-Preis. Im Jahr 1989 wurde er bei Wolfgang Mager und Klaus Schreiner in Bielefeld promoviert, anschließend war er dort von 1990 bis 1996 Hochschulassistent im Bereich Frühe Neuzeit. 1991 erhielt Freitag für seine Dissertation den Karl-Zuhorn-Preis. Seine Habilitation erfolgte 1995.
Im Dezember 1996 wurde Freitag auf die Professur für die Landesgeschichte Sachsen-Anhalts am Institut für Geschichte der Martin-Luther-Universität Halle-Wittenberg berufen. Vom 1. April 2004 bis Juli 2021 lehrte Freitag als Professor für Westfälische und Vergleichende Landesgeschichte an der Westfälischen Wilhelms-Universität Münster. Freitag ist außerdem Geschäftsführer des Instituts für vergleichende Städtegeschichte. 1997 wurde Freitag zum korrespondierenden, 2004 zum ordentlichen Mitglied der Historischen Kommission für Westfalen gewählt, von 2006 bis 2022 war er Zweiter Vorsitzender der Kommission. Freitag verfasste Arbeiten zur westfälischen und sachsen-anhaltischen Landesgeschichte sowie zur Stadtgeschichte. Er veröffentlichte 2016 eine Darstellung über die Reformation in Westfalen. Das Ziel der Arbeit ist es, „die Reformation in Westfalen sowohl in die lokalen und regionalen Kontexte einzubinden als auch Überlegungen der überregionalen Forschung mit ihr zu verbinden“.

## Schriften (Auswahl)
Monografien
- Westfalen. Geschichte eines Landes, seiner Städte und Regionen in Mittelalter und früher Neuzeit. Aschendorff Verlag, Münster 2023, ISBN 978-3-402-24952-9.
- Die Reformation in Westfalen. Regionale Vielfalt, Bekenntniskonflikt und Koexistenz. Aschendorff Verlag, Münster 2016, ISBN 978-3-402-13167-1.
- Halle 806 bis 1806. Salz, Residenz und Universität. Eine Einführung in die Stadtgeschichte. Unter Mitarbeit von Andrea Thiele. Mitteldeutscher Verlag, Halle (Saale) 2006, ISBN 3-89812-160-7.
- Pfarrer, Kirche und ländliche Gemeinschaft. Das Dekanat Vechta 1400–1803 (= Studien zur Regionalgeschichte. Bd. 11). Verlag für Regionalgeschichte, Bielefeld 1998, ISBN 3-89534-217-3.
- Volks- und Elitenfrömmigkeit in der frühen Neuzeit. Marienwallfahrten im Fürstbistum Münster (= Veröffentlichungen des Provinzialinstituts für Westfälische Landes- und Volksforschung des Landschaftsverbandes Westfalen-Lippe. Bd. 29). Schöningh, Paderborn 1991, ISBN 3-506-79572-4.
- Spenge 1900–1950. Lebenswelten in einer ländlich-industriellen Dorfgesellschaft. Verlag für Regionalgeschichte, Bielefeld 1988, ISBN 3-927085-10-3.

Herausgeberschaften
- mit Martin Scheutz: Ein bürgerliches Pulverfass? Waffenbesitz und Waffenkontrolle in der alteuropäischen Stadt (= Städteforschung Bd. 102). Böhlau, Wien 2021, ISBN 978-3-412-52108-0.
- mit Wilfried Reininghaus: Beiträge zur Geschichte der Reformation in Westfalen. Band 2: Langzeitreformation, Konfessionskultur und Ambiguität in der zweiten Hälfte des 16. Jahrhunderts. Beiträge der Tagung am 27. und 28. Oktober 2017 in Lemgo (= Veröffentlichungen der Historischen Kommission für Westfalen. Neue Folge, Bd. 47). Aschendorff, Münster 2019, ISBN 978-3-402-15132-7.
- mit Michael Kißener, Christine Reinle und Sabine Ullmann: Handbuch Landesgeschichte. De Gruyter Oldenbourg, Berlin u. a. 2018, ISBN 978-3-11-035411-9.
- mit Wilfried Reininghaus: Beiträge zur Geschichte der Reformation in Westfalen. Band 1: „Langes“ 15. Jahrhundert, Übergänge und Zäsuren. Beiträge der Tagung am 30. und 31. Oktober 2015 in Lippstadt (= Veröffentlichungen der Historischen Kommission für Westfalen. Neue Folge, Bd. 35). Aschendorff, Münster 2017, ISBN 978-3-402-15126-6.
- mit Wilfried Reininghaus: Westfälische Geschichtsbaumeister. Landesgeschichtsforschung und Landesgeschichtsschreibung im 19. und 20. Jahrhundert. Beiträge der Tagung am 10. und 11. Oktober 2013 in Herne (= Veröffentlichungen der Historischen Kommission für Westfalen, Neue Folge, Bd. 21). Aschendorff, Münster 2015, ISBN 978-3-402-15118-1.
- mit Wilfried Reininghaus: Burgen in Westfalen. Wehranlagen, Herrschaftssitze, Wirtschaftskerne (12.–14. Jahrhundert). Beiträge der Tagung am 10. und 11. September 2010 in Hemer (= Westfalen in der Vormoderne, Studien zur mittelalterlichen und frühneuzeitlichen Landesgeschichte. Bd. 12 = Veröffentlichungen der Historischen Kommission für Westfalen. Neue Folge, Bd. 4). Aschendorff, Münster 2012, ISBN 978-3-402-15052-8.
- Die Pfarre in der Stadt. Siedlungskern – Bürgerkirche – urbanes Zentrum (= Städteforschung. Reihe A: Darstellungen. Bd. 82). Böhlau, Köln u. a. 2011, ISBN 978-3-412-20715-1.
- mit Jan Brademann: Leben bei den Toten. Kirchhöfe in der ländlichen Gesellschaft der Vormoderne (= Symbolische Kommunikation und gesellschaftliche Wertesysteme. Bd. 19). Rhema, Münster 2007, ISBN 3-930454-79-3.
- mit Thomas Müller-Bahlke: Halle im Mittelalter und im Zeitalter der Reformation. Neue Studien zur Geschichte der Stadt (= Forschungen zur hallischen Stadtgeschichte. Bd. 6). Mitteldeutscher Verlag, Halle (Saale) 2006, ISBN 3-89812-272-7.
- Mitteldeutsche Lebensbilder. Menschen im Zeitalter der Reformation. Böhlau, Köln u. a. 2004, ISBN 3-412-08402-6.
- Mitteldeutsche Lebensbilder. Menschen im späten Mittelalter. Böhlau, Köln u. a. 2002, ISBN 3-412-04002-9.
- Halle und die deutsche Geschichtswissenschaft um 1900. Beiträge des Kolloquiums „125 Jahre Historisches Seminar der Universität Halle“ am 4./5. November 2000 (= Studien zur Landesgeschichte. Bd. 5). Mitteldeutscher Verlag, Halle (Saale) 2002, ISBN 3-89812-109-7.
- Geschichte der Stadt Gütersloh. Verlag für Regionalgeschichte, Bielefeld 2001, ISBN 3-89534-410-9.
- Das Dritte Reich im Fest. Führermythos, Feierlaune und Verweigerung in Westfalen 1933–1945. Unter Mitarbeit von Christina Pohl. Verlag für Regionalgeschichte, Bielefeld 1997, ISBN 3-89534-200-9.